# ボビー・イートン
"ビューティフル" ボビー・イートン（"Beautiful" Bobby Eaton、本名：Robert Lee Eaton、1958年8月14日 - 2021年8月4日）は、アメリカ合衆国のプロレスラー。アラバマ州ハンツビル出身。
1980年代に活躍した悪役タッグチーム、ミッドナイト・エクスプレス（The Midnight Express）での活動で知られる。

## 来歴

### 初期

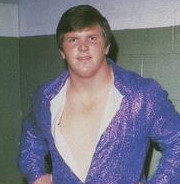
1979年

1976年、日系アメリカ人レスラーのトージョー・ヤマモトのトレーニングを受け、地元のアラバマとテネシーをサーキット・エリアとしていたニック・グラス主宰のNWAミッドアメリカ地区にてデビュー。ベビーフェイスの新鋭としてキャリアを積み、1979年2月にはランディ・サベージからミッドアメリカ・ヘビー級王座を奪取。同月はメキシカン・エンジェル（フランシスコ・フローレス）とのコンビでマイケル・ヘイズ&テリー・ゴディのファビュラス・フリーバーズを破り、ミッドアメリカ・タッグ王座にも戴冠している。なお、同年9月と翌1980年4月には同じくテネシーを主戦場としていたジプシー・ジョーの仲介で国際プロレスへの来日が予定されていたが、急遽中止になっている。
1980年下期からはジェリー・ジャレットとジェリー・ローラーが興したCWA（翌年にグラスのプロモーションを吸収）に主戦場を移し、10月にオースチン・アイドルからの不戦勝でCWA世界ヘビー級王座を獲得。以降はビル・ロビンソンと同王座を争った。
CWAではヒールのポジションに回り、ダッチ・マンテル、スウィート・ブラウン・シュガー、ビル・ダンディー、ジャック・ルージョー・ジュニアらを相手に、グラス派から管理権が移行したミッドアメリカ・ヘビー級王座を争った（同王座は1983年にかけて、通算12回獲得）。また、1981年の初頭はジム・バーネット主宰のジョージア・チャンピオンシップ・レスリングにも出場し、1月22日にスティーブ・オルソノスキーからNWAナショナルTV王座を奪取している。

### ミッドナイト・エクスプレス
1984年、デニス・コンドリーやマネージャーのジム・コルネットと共に、団体間のトレードによってビル・ワットのMSWAに移籍。コンドリーが1981年にランディ・ローズやノーベル・オースチンと結成していたミッドナイト・エクスプレス（The Midnight Express）を再編し、同じくCWAから移籍してきたリッキー・モートン&ロバート・ギブソンのロックンロール・エクスプレスと抗争を繰り広げた。
その後はテキサス州ダラスのWCCWを経て、1985年よりジム・クロケット・プロモーションズと契約し、ジム・クロケット・ジュニア主宰のNWAミッドアトランティック地区に参戦。ロックンロール・エクスプレスとのドル箱カードを同地区でも再現し、ロード・ウォリアーズとも抗争を開始するなど、1980年代を代表するタッグチームの一員として名を馳せた。
1987年にコンドリーがNWAを離脱するとスタン・レーンを新しいパートナーに起用。1988年9月10日にはレーンとの新コンビでフォー・ホースメンのタリー・ブランチャード&アーン・アンダーソンを破り、ミッドアトランティック版のNWA世界タッグ王座を獲得している。一方、コンドリーはAWAにおいてポール・E・デンジャラスリーをマネージャーに、初代メンバーのランディ・ローズとオリジナル版のミッドナイト・エクスプレスを再結成していた。1988年末に彼らがNWAに移籍してくると、イートン&レーンはベビーフェイスのポジションに回り、コンドリー&ローズとの骨肉の争いを展開。この遺恨試合は、コルネットとデンジャラスリーのマネージャー間の抗争にまで発展した。
同時期、テッド・ターナーのクロケット・プロ買収によりNWAは新会社WCWへの移行期にあったが、ジム・ハード副社長との対立でコルネットとレーンは1990年11月にWCWを退団。ミッドナイト・エクスプレスも終焉を迎えることとなった。

### WCW

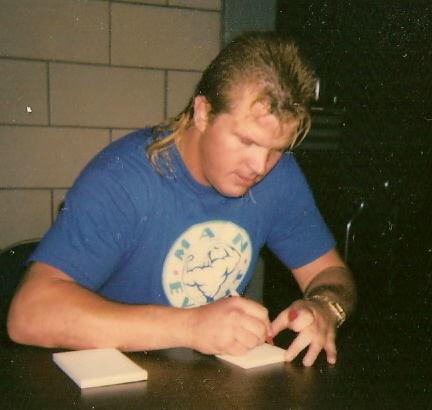
1991年

ミッドナイト・エクスプレス解散後、1991年5月19日にアーン・アンダーソンからWCW世界TV王座を奪取。久々にシングルタイトルを獲得したが、後にヒールに戻り、ポール・E・デンジャラスリー率いるデンジャラス・アライアンス（The Dangerous Alliance）に加入。ラリー・ズビスコ、リック・ルード、"スタニング" スティーブ・オースチンらと共闘する。1992年1月16日にはアーン・アンダーソンと組んでリッキー・スティムボート&ダスティン・ローデスからWCW世界タッグ王座を奪取した。
1992年下期、当時の新副社長ビル・ワットによってWCWを解雇され、コルネットが旗揚げしたスモーキー・マウンテン・レスリングに参戦していたが、ワットの失脚に伴い翌1993年よりWCWに復帰。同年5月、WCWとの提携ルートで新日本プロレスへの初来日が実現
。シリーズ最終戦の6月14日に大阪府立体育会館にて、トニー・ホームと組んでヘルレイザーズ（ホーク&パワー・ウォリアー）のIWGPタッグ王座に挑戦した。
その後はスタン・レーンのファビュラス・ワンズ時代の相棒だったスティーブ・カーンとバッド・アティテュード（Bad Attitude）なるタッグチームを組み、スティング&リッキー・スティムボートなどのチームとも対戦したが、成功には至らなかった。
1995年、ロード・スティーブン・リーガルに紳士となるための英才教育を受けたという設定のもと、アメリカ南部出身でありながら英国貴族ギミックのキャラクターに変身。リングネームも格調高く "アール" ロバート・イートン（"Earl" Robert Eaton）と改め、リーガルのパートナーとなって新チームのブルー・ブラッズ（The Blue Bloods）を結成する。再びタイトル戦線に浮上し、ハーレム・ヒートやナスティ・ボーイズとWCW世界タッグ王座を巡る抗争を展開。リーガルの負傷中は、新メンバーの "スクワイア" デビッド・テイラーと組んで活動した。
1996年にブルー・ブラッズを離れ、リングネームを "ビューティフル" ボビー・イートンに戻してディック・スレーターとコンビを組んでいたが、1990年代後半はセミリタイア状態となり、ジョディ・ハミルトンがディレクター、ポール・オーンドーフがヘッド・インストラクターを務めていたWCWパワープラントにて若手選手の指導に携わった。
2001年のWCW崩壊後は、2003年8月にTNAに出場してキッド・キャッシュと対戦。以降も各地のインディー団体へのスポット参戦を続け、2011年にはJCWなどの団体でデニス・コンドリーとのミッドナイト・エクスプレスを再結成し、ロックンロール・エクスプレスとの往年のライバル対決を実現させた。

### 晩年
2015年10月に現役を引退。6年後の2021年8月4日、62歳で死去。2006年に心臓発作を起こし、以降も糖尿病や高血圧など健康上の諸問題を抱え、晩年は入退院を繰り返していたという。

## 得意技
- アラバマ・ジャム（ダイビング・レッグ・ドロップ）[3]
- ダイビング・エルボー・ドロップ
- ダイビング・ニー・ドロップ
- スイング式ネックブリーカー
- フィギュア・フォー・レッグロック
- ミサイル・ドロップキック

## 獲得タイトル
NWAミッドアメリカ / コンチネンタル・レスリング・アソシエーション
- NWAミッドアメリカ・ヘビー級王座：12回[4]
- NWAミッドアメリカ・タッグ王座：7回（w / ラニー・ポッフォ、ジョージ・グラス×3、メキシカン・エンジェル、グレート・トーゴー）[5]
- NWAミッドアメリカTV王座：1回[23]
- NWA世界6人タッグ王座（ミッドアメリカ版）：4回（w /　ジョージ・グラス &ジェリー・バーバー、ジョージ・グラス&アーヴィル・ハット、ジョージ・グラス&メキシカン・エンジェル、シークレット・ウェポン&トージョー・ヤマモト）[24]
- AWA南部タッグ王座：4回（w / スウィート・ブラウン・シュガー×2、デューク・マイヤース×2）[25]
- CWA世界ヘビー級王座：1回[7]

ジョージア・チャンピオンシップ・レスリング
- NWAナショナルTV王座：1回[8]

ミッドサウス・レスリング・アソシエーション
- ミッドサウス・タッグ王座：2回（w / デニス・コンドリー）[26]

ワールド・クラス・チャンピオンシップ・レスリング
- NWAアメリカン・タッグ王座：1回（w / デニス・コンドリー）[27]

ミッドアトランティック・チャンピオンシップ・レスリング
- NWA世界タッグ王座（ミッドアトランティック版）：2回（w / デニス・コンドリー、スタン・レーン）[10]
- NWA USタッグ王座（ミッドアトランティック版）：3回（w / スタン・レーン）[28]

ワールド・チャンピオンシップ・レスリング
- WCW世界タッグ王座：1回（w / アーン・アンダーソン）[13]
- WCW世界TV王座：1回[11]

スモーキー・マウンテン・レスリング
- SMWビート・ザ・チャンプTV王座：1回[20]

ナショナル・レスリング・アライアンス
- NWA殿堂：2008年（w / デニス・コンドリー）[29]

インディー
- NWAミッドアトランティック・タッグ王座（インディー版）：1回（w / リッキー・ネルソン）
- NWAブルーグラス・タッグ王座：1回（w / デニス・コンドリー）
- NWAロッキートップ・タッグ王座：1回（w / デニス・コンドリー）
- IWCタッグ王座：1回（w / デニス・コンドリー）